# Gustave Garrigou
Gustave Garrigou (24. september 1884 i Jaoul – 28. januar 1963 i Esbly), var en fransk professionel landevejscykelrytter, som er mest berømt for at have vundet Tour de France i 1911. I hans karriere, sluttede han på podiet (top 3 plads) i Tour de France fem andre gange.